# Happiness is...
Singles de Ami Suzuki
Around the World
(2005) Little Crystal
(2005)
Happiness is... est un single spécial de Ami Suzuki, sorti en distribution limitée.

## Présentation
Le single est mis en vente le 19 novembre 2005 au Japon sous le label Avex Trax. Édité en quantité limitée, il n'a été vendu qu'à l'occasion d'une exposition commémorant le 55e anniversaire de la création de la série Peanuts et de son personnage vedette Snoopy, intitulée Snoopy Life Design Hapiness is the 55th Anniversary. Le single, avec Snoopy sur la pochette, ne contient qu'une chanson (et sa version instrumentale) qui sert de thème musical à l'exposition. Il ne sera vendu que sur place durant l'exposition, du 19 novembre 2005 au 15 janvier 2006 au Tokyo International Forum, puis du 8 juillet au 24 septembre 2006 au Suntory Museum.
Ami Suzuki participa à la cérémonie d'ouverture de l'exposition .

## Liste des titres
Toutes les paroles sont écrites par Ami Suzuki, toute la musique est composée par Toru Watanabe.
| 1. | Happiness is...                |  |
| 2. | Happiness is... (Instrumental) |  |